# Kornburg
Kornburg is een plaats in de Duitse gemeente Neurenberg, deelstaat Beieren, en telt 3474 inwoners (2005).